# محوطه تل ماهان
محوطه تل ماهان(کوه ماهان) مربوط به دوره اشکانیان - دوره ساسانیانکه بعد ها معروف به کوه ماهان شده است بی بی ماهان یکی از نام آوران وشیر زالان بلوچ (طایفه سپاهی)است که بارها با دشمنان خود وارد جنگ شده و دشمنان را به خاک مالیده و بعد ها بنام‌ محوطه تل ماهان ثبت شده تل ماهان در شهرستان گلشن، بخش مرکزی، دهستان جالق، روستای خوشاب واقع شده و این اثر در تاریخ ۱۲ دی ۱۳۸۶ با شمارهٔ ثبت ۲۰۳۶۲ به‌عنوان یکی از آثار ملی ایران به ثبت رسیده است.